# حمام بوغرارة
حمام بوغرارة إحدى بلديات دائرة مغنية بولاية تلمسان الجزائرية.
كانت يطلق عليها سابقا اسم " جويدات"
تقع في الناحية الشمالية الغربية لولاية تلمسان ولها حدود جغرافية مع 8 ثمانية بلديات، وتتربع على مساحة 176 كلم²، عدد سكانها 11 444 نسمة حسب التعداد العام للسكان والسكن لسنة 2008، ويبلغ بها حاليا حوالي 3 ثلاث تجمعات سكانية كبرى وهي حمام بوغرارة (مركز)، قرية سيدي المشهور، قرية المعازيز.
تتميز بسلاسل جبلية التوائية حديثة التكوين تحصر بينها جيوبا سهلية ضيقة ومناخ متوسطي حار نسبيا مع أمطار غير منتظمة، نسبة التساقط ما بين 350 و400 مم سنويا، يغلب عليها الطابع الفلاحي وكذا السياحي حيث توجد محطتين معدنيتين:
1. المحطة المعدنية حمام بوغرارة: تقع بمركز حمام بوغرارة
2. المحطة المعدنية حمام الشيقر: التي تتميز بمياه حموية علاجية للأمراض الجلدية وأمراض الكلى.

## نبذة تاريخية عن التسمية
لقد لعب ماء حمام بوغرارة الحار بطبيعته عنصرا فعالا في اجتذاب القوافل منذ القدم وكان من بين القوافل التي عرست في المكان قبيلة بني ورغين لما وجدت فيه من خضرة ونضرة بحيث كان واد تافنة شريان الحياة بالنسبة لهاته القبيلة، و بما أن حمام بوغرارة كان بمثابة مركز عبور القوافل والحجيج لأنها ببساطة كانت تتفادى الجبال – تخشى الايغارات -  مر سيدي محمد بن يحيى بن الامام يونس الفاسي المغربي المعروف بـ "سيدي بوغرارة" وذلك لأنه كان يحمل متاعه وحوائجه بالغرارة.
و الغرارة هي كيس كبير مصنوع من وبر الجمال فكانت خيمته منصوبة بالقرب من نبع الماء فصار المكان معلما للقرآن الكريم وو كان سيدي بوغرارة إماما ومربيا لما عرف عنه من الزهد والصلاح.